# Alles ist erleuchtet (Film)
Alles ist erleuchtet ist ein US-amerikanischer Spielfilm aus dem Jahr 2005. Er basiert auf dem gleichnamigen Roman von Jonathan Safran Foer.

## Handlung
Der amerikanische Jude Jonathan ist mit ganzer Seele ein Sammler. Alles, was ihm lieb ist, kommt in kleinen Plastiktüten in seine bestens sortierte Sammlung. Mit dem Tod seiner Großmutter erhält er ein Foto von seinem Großvater mit einer ihm unbekannten Frau. Jonathan nimmt an, dass diese Frau mit seinem Großvater eine Beziehung hatte. Auf der Rückseite der Fotografie findet sich der Vermerk „Trachimbrod 1940“.
Er beschließt, sich auf die Reise in die Ukraine zu machen, um das Dorf Trachimbrod zu suchen. Dort hofft er, die Frau auf dem Bild zu finden. Um für die Reise in das fremde Land gut gerüstet zu sein, mietet Jonathan ein Team von Helfern von der Jewish Heritage Tours an. 
Das Team besteht aus einem angeblich blinden Großvater, der aber trotzdem sehr gut Auto fährt, und dessen Enkel Alex. Dieser soll Jonathan als Dolmetscher dienen und erweist sich dabei als sehr kreativ im Umgang mit der englischen Sprache. Mit dieser Situation hatte Jonathan zwar nicht gerechnet, trotzdem beginnt er mit der Suche. Diese stellt sich als sehr schwierig heraus, da der gesuchte Ort während des Zweiten Weltkrieges von der Wehrmacht niedergebrannt wurde und seitdem auf keiner Karte mehr verzeichnet ist.

## Kritik
In englischsprachigen Medien fand der Film ein überwiegend positives Echo. Stand April 2024 weist Rotten Tomatoes basierend auf der Auswertung von 118 Kritiken eine Zustimmungsquote von 66 Prozent aus.
Der film-dienst (25/2005) bezeichnete Alles ist erleuchtet als „[g]roßartige Romanverfilmung“. Herausgekommen sei ein „intelligent-absurd erzählte[s] Road Movie“, das „zwar die Erzählstruktur der komplexen Vorlage“ glätte, „aber durch Situationskomik sowie pointierte Dialoge das Spannungsverhältnis in der Begegnung der Kulturen beispielhaft“ herausarbeite.